# Emily Machnow
Emily Machnow (Suecia, 1 de septiembre de 1897-23 de noviembre de 1974) fue una nadadora sueca especializada en pruebas de estilo libre, donde consiguió ser medallista de bronce olímpica en 1920 en los 4 x 100 metros.

## Carrera deportiva

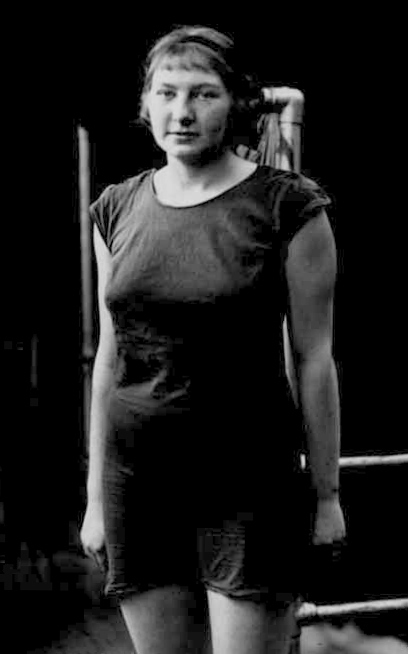
Emily Machnow

En los Juegos Olímpicos de Amberes 1920 ganó la medalla de bronce en los relevos de 4 x 100 metros estilo libre, con un tiempo 5:43.6 segundos), tras Estados Unidos (oro) y Reino Unido (plata); sus compañeras de equipo fueron las nadadoras: Aina Berg, Jane Gylling y Carin Nilsson.